# (12567) Herreweghe
(12567) Herreweghe (1998 SU71) – planetoida z pasa głównego asteroid okrążająca Słońce w ciągu 5,76 lat w średniej odległości 3,21 j.a. Odkryta 21 września 1998 roku.